# لياندرو فرنانديز (لاعب كرة قدم)
لياندرو فرنانديز (بالإسبانية: Leandro Miguel Fernández) (12 مارس 1991 في الأرجنتين - ) هو لاعب كرة قدم أرجنتيني في مركز الهجوم. لعب مع إنديبندينتي وديفنسا خوستيكا وغودوي كروز وفيرو كاريل أويستي وفيليز سارسفيلد ونادي تيخوانا ونادي كوميونيكيشنس.

## وصلات خارجية
- لياندرو فرنانديز (لاعب كرة قدم) على موقع قاعدة بيانات كرة القدم.إي يو (الإنجليزية)
- لياندرو فرنانديز (لاعب كرة قدم) على موقع Soccerway.com (الإنجليزية)